# Blow (2001)
Blow is een Amerikaanse biografische misdaad-dramafilm uit 2001 onder regie van Ted Demme.

## Verhaal
Blow is een waargebeurd verhaal over cocaïne-smokkelaar George Jung. Deze bouwde vanuit het niets een groot drugsimperium op, om vervolgens alles weer te verliezen.

## Rolverdeling
| Acteur           | Personage           |
| ---------------- | ------------------- |
| Johnny Depp      | George Jung         |
| Penélope Cruz    | Mirtha Jung         |
| Franka Potente   | Barbara Buckley     |
| Rachel Griffiths | Ermine Jung         |
| Ray Liotta       | Fred Jung           |
| Emma Roberts     | jonge Kristina Jung |
| Jaime King       | Kristina Jung       |
| Paul Reubens     | Derek Foreal        |
| Cliff Curtis     | Pablo Escobar       |
| Kevin Gage       | Leo Minghella       |
| Jordi Mollà      | Diego Delgado       |
| Max Perlich      | Kevin Dulli         |
| Jesse James      | jonge George        |
| Dan Ferro        | Cesar Toba          |